# El Carmen de Güemes
La finca o chacra El Carmen de Güemes, es una propiedad histórica que se sitúa al sudoeste de la ciudad de Salta, Argentina.
Fue la única propiedad que compró el General Martín Miguel de Güemes en el año 1817, a la cual puso el nombre de su esposa Carmen Puch; tenía 360 hectáreas; el lugar sirvió de campamento para la caballería gaucha. Pero más aún para resguardo de la familia de Güemes, su mujer y sus hijos.  En la sala histórica nacieron los hijos del Héroe Gaucho, Martín del Milagro, Luis e Ignacio (que murió siendo un bebe).

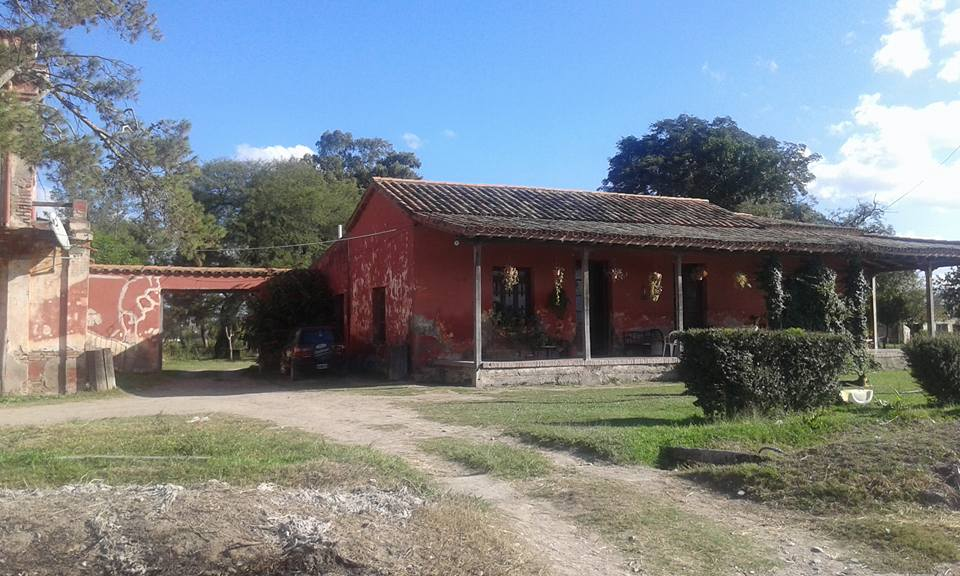
Sala histórica de la Finca el Carmen de Güemes

## Historia
El Héroe Salteño se la había comprado a los herederos de Don Pantaleón Aguirre quien fue dueño de esta en el siglo XVIII. En 1821, a la muerte de Güemes, la propiedad pasó a poder de sus hijos, luego la heredó el doctor Adolfo Güemes, nieto del prócer, quien fue el último propietario de la histórica finca, ya que la cedió al Gobierno Nacional para que allí se creara una escuela de ganadería y agricultura.  
Al lado de la histórica casa la familia Guemes Castro levantó otra vivienda don Luis Güemes Puch junto a su esposa Rosaura Castro, y algunos de sus hijos, vivió allí. 
El Carmen de Güemes, fue donada por el Dr. Adolfo Güemes Castro  (exgobernador de Salta)  en 1946, antes de morir. La donó a la Nación, con cargo de mantenimiento de la sala que perteneció a su abuelo Martín Miguel de Güemes; la recibió la Secretaria de Agricultura de la Nación (en Presidencia del General Juan Domingo Perón), para que se construyera una Escuela Agrícola para los descendientes de los gauchos. La propiedad pertenece a la Nación, al día de hoy la Provincia tiene simplemente el uso y usufructo del dicho lugar.